# 宮沢吾朗
宮沢 吾朗（みやざわ ごろう、戸籍上の表記は宮澤 吾朗、1949年11月29日 - ）は、囲碁の棋士。北海道帯広市出身。木谷實九段門下、日本棋院所属、九段。

## 人物・略歴

### 経歴
父は衣料店経営の傍ら囲碁の指導をしていたアマチュア強豪で、6歳の頃に兄（宮沢は５男３女の８人きょうだいの末っ子）から碁を教わる。11歳でアマ4段くらいになった1961年、木谷實九段が弟子の上村邦夫・久島国夫（共に現九段）・高畑（柴田）寛二を連れて帯広にやって来た。そこで高畑と3子で打ち木谷に認められ釧路へ1週間同行することになる。後日木谷道場への入門を勧める手紙が届き、11月、大野正由地方棋士とともに帯広の家を出発。青函連絡船に乗って道場へ向かった。同年に日本棋院院生となる。
この頃の木谷道場は弟子の数が最も多く一番活気があり、石田芳夫（現二十四世本因坊）加藤正夫（現名誉王座）や趙治勲（現名誉名人）らがいた。学年がひとつ下で後からやって来た武宮正樹（元名人など）にあっという間に追い越されたのが一番刺激になった。
その後、1966年に入段。1976年に棋聖戦五段戦で優勝。1980、85年に新人王戦優勝。1981年天元戦ベスト4。1985、86年に棋聖戦七段戦に優勝し、最高棋士決定戦ベスト8進出。1986、89年王座戦ベスト4。1992年の十段戦では勝者組を勝ち抜いて挑戦者決定戦に進むが、小林光一棋聖に敗れる。同年名人戦リーグ入りするが1勝7敗で陥落。1992年九段。1996年本因坊戦リーグで2勝5敗。1997年JT杯星座囲碁選手権戦ベスト4。2000年の棋聖戦リーグでは2勝3敗で残留、翌年も2勝3敗ながら陥落。2005年にもリーグ入りするが5敗で陥落。2009年にもリーグ入り。2011年NHK杯戦ベスト4。
日中囲碁交流には、1981、84、86年に参加。通算成績は860勝583敗6ジゴ（2014年時点）。
1977年の曲励起との第33期本因坊戦三次予選(決勝)の対局は、強烈な戦いの連続の碁であり、『打碁鑑賞シリーズ 宮沢吾朗』に収録されているほか、囲碁将棋チャンネルの番組『記憶の一局』で、下島陽平の「生涯の『記憶の一局』四局のひとつ」として紹介され、また同番組で宮沢吾朗本人も自身の『記憶の一局』の一局としてあげた。

### 趣味・家族
魚類学者・タレントのさかなクンは実子。趣味は50歳を過ぎて始めたオートバイで、愛車はカワサキ・GPX250R/II。

## 棋歴と棋風

### 棋風
石の形や筋がよく、鋭い着眼で猛攻を仕かける剛腕家。アマチュアから高い人気を得ており、心酔するファンも多い。ニックネームは「無冠の帝王」。
ビッグタイトルにこそ恵まれなかったものの、新人王戦2回、3大リーグにそれぞれ在籍するなど、80〜90年代にかけて一線級の棋士として活躍した。
師である木谷が宮沢を初めて見た際、「久しぶりに尾のハネ上がった鯛をつかまえた」と言ったという。打碁集（日本棋院、2005年）の解説には「先生の常識は世の非常識。常識人でありたいのなら、この先生の碁に深入りしてはならない。」とまで書かれた。

### 棋歴
- 新人王戦 優勝 1980、85年、準優勝 1982年
- 棋聖戦 五段戦優勝 1986年、七段戦優勝 1985、86年
- 棋戦戦リーグ4期、名人戦リーグ1期、本因坊戦リーグ2期
- JT杯星座囲碁選手権戦 射手座優勝 1995、97、99年
- 日中囲碁決戦
  - 1984年 2-0 宋雪林
  - 1986年 2-1 銭宇平
- 日中スーパー囲碁
  - 1987年 1-1（○楊暉、×劉小光）
- 真露杯SBS世界囲碁最強戦
  - 1993年 1-1（○邵煒剛、×劉昌赫）
  - 1995年 4-1（○劉菁、○徐奉洙、○鄭弘、○梁宰豪、×曹大元）
  - 1996年 0-1（×陳臨新）
- 2011年NHK杯テレビ囲碁トーナメント、ベスト4

## 著作
- 『上級編』日本棋院〈詰碁ジョイブックス 10〉、1982年5月。ISBN 9784818201804。
- 『常識破壊 殻を破る発想法』毎日コミュニケーションズ〈Mycom囲碁ブックス〉、2005年5月。ISBN 9784839916121。
- 『打碁鑑賞シリーズ 宮沢吾朗』毎日コミュニケーションズ〈Mycom囲碁ブックス〉、2005年10月。ISBN 9784839916121。